# Pilcomayo (departamento)

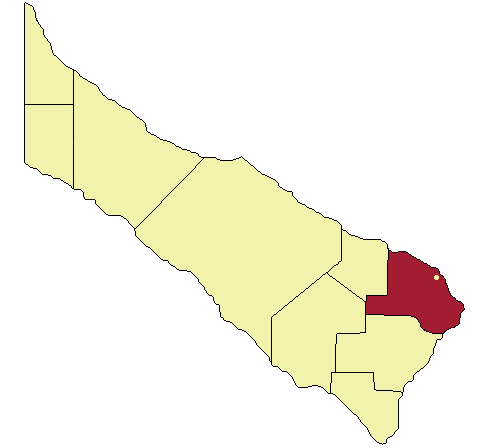
Pilcomayo (departamento)

Pilcomayo é um departamento da Argentina, localizado na província de Formosa.